# L'ospite (Lalla Romano)
L'ospite è un romanzo di Lalla Romano che tematizza il rapporto tra nonna e nipote. Racconta la storia di un bambino trascinato nelle complicazioni di un matrimonio fallito e a cui, nella propria reinvenzione, l'autrice riserva un attaccamento equivalente a quello materno.

## Edizioni
- Lalla Romano, L'ospite, Einaudi, Torino, 1973